# Praha-Kbely
Praha-Kbely egy csehországi vasútállomás, Prágában.

## Megközelítés helyi közlekedéssel
- Busz:  159
- Vonat:   S3   S34

## Vasútvonalak
Az állomást az alábbi vasútvonalak érintik:
- Prága–Turnov-vasútvonal

## Szomszédos állomások
A vasútállomáshoz az alábbi állomások vannak a legközelebb:
- Praha-Satalice
- Praha-Čakovice